# Apol·loni de Sicília
Apol·loni (en llatí Apollonius) va ser un dels principals líders dels esclaus revoltats a Sicília l'any 103 aC, durant la Segona guerra servil.
El senat va enviar contra els rebels a Lucul·le, que amb suborns i promeses d'immunitat va aconseguir que Apol·loni abandonés la lluita i fins i tot es posés al costat dels romans per sufocar la revolta.